# Porta delle Suppliche

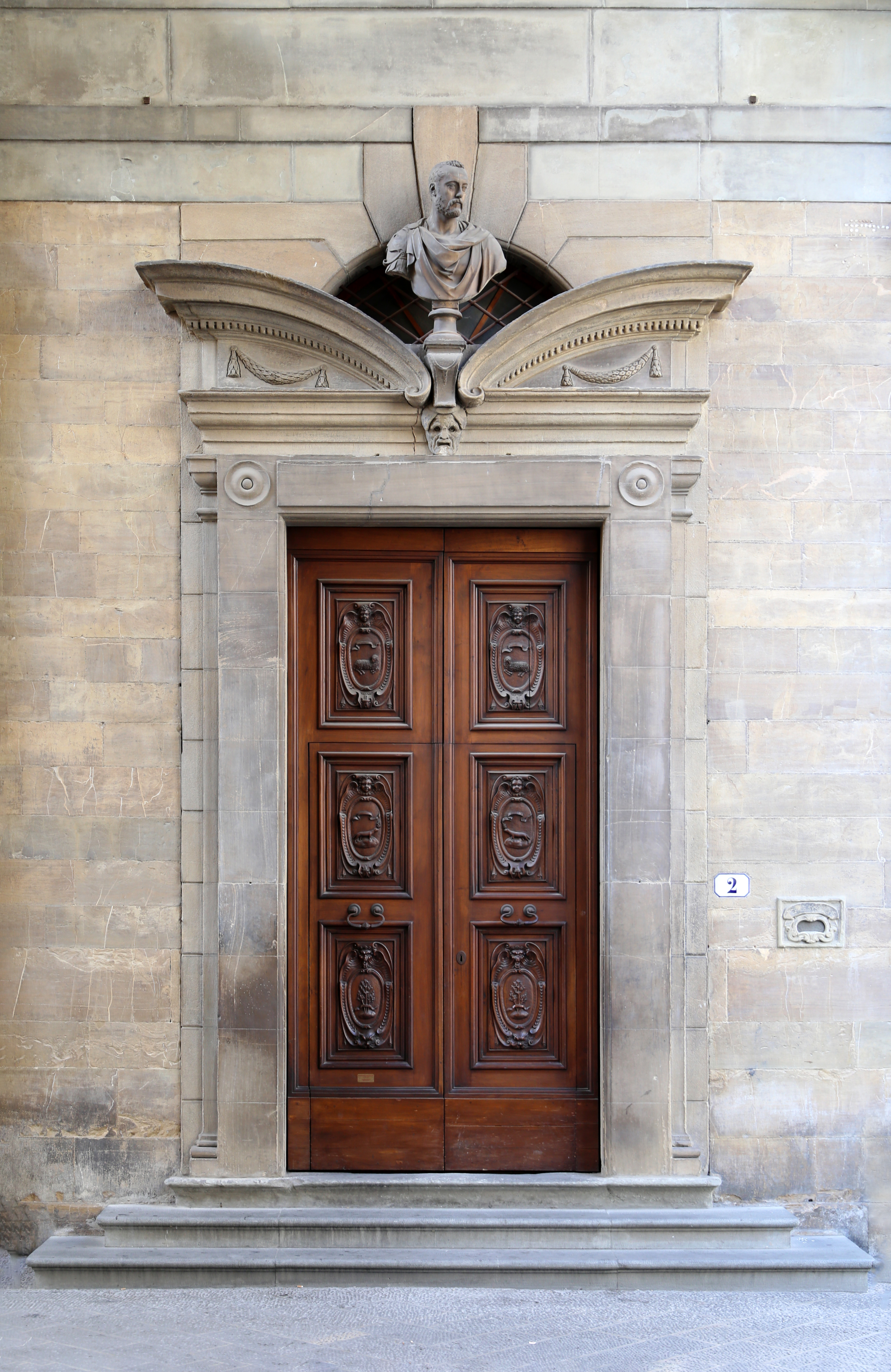
La porta selle suppliche.

La Porta delle Suppliche (ou « Porte des suppliques ») est un portail du complexe architectural de la Galerie des Offices, à Florence en Italie, situé sous un pont au début de via Lambertesca.

## Histoire et description
La porte a été conçue par Bernardo Buontalenti vers 1580 pour François Ier de Médicis, et est ainsi appelée parce qu'elle était placée à côté d'un trou, qui existe toujours, dans lequel n'importe qui pouvait poster des demandes (suppliche) au souverain.
L'architecte, inspiré par la liberté de Michel-Ange dans le vestibule de la Bibliothèque Laurentienne, a composé un petit chef-d'œuvre d'insouciance maniériste. Au lieu des portails en arc typiquement florentins, ou des réinterprétations trilithiques classiques, avec des colonnes, des piliers ou des entablements, de ses collègues contemporains, Buontalenti imagine une ouverture encadrée par un cadre lisse, décoré uniquement par deux patères dans les coins supérieurs, et juste détaché des deux pilastres latéraux, avec une base et un début de chapiteau dorique, le tout reposant sur le profil d'un autre cadre lisse. Toute la tension architecturale est concentrée dans le couronnement, où l'architrave moulurée soutient un tympan voûté brisé en deux, et dynamiquement renversé aux extrémités, accentuant sa saillie, comme deux ailes de chauve-souris de l'imagerie animalière et nocturne si chère à l'artiste. La seule concession au grotesque, cependant, est l'inévitable masque, placé sur l'architrave au centre, qui forme la base de la volute qui contient le buste de François Ier de Médicis (par Giovanni Bandini, vers 1577), derrière lequel l'ouverture cintrée illumine la pièce du fond. Les « ailes » montrent en effet un balayage rigoureux des cadres, agrémenté de denticules, et l'embellissement donné par deux festons inclinés dans les demi-lunettes.
Le point d'appui du couronnement est donc le buste du souverain, vers lequel se dirigent les lignes de force du tympan, mais aussi les pierres de taille convergentes du mur arrière, avec une accentuation supplémentaire en clair-obscur donnée par le vide de l'ouverture arrière. Le trou des suppliques lui-même a un dessin curviligne qui crée un jeu d'alternance entre concave et convexe.
Tout cela semble préfigurer des solutions qui ne seront appliquées qu'au siècle suivant.
L'architecture « buontalentienne  » et le buste n'ont pas été endommagés par l'attentat de la Via dei Georgofili en 1993 ; les portes originales en bois sculpté (avec les emblèmes de François Ier) ont également été sauvées par hasard, car elles étaient  conservées dans les dépôts (encore aujourd'hui). Aujourd'hui, derrière la porte, se trouve la billetterie des réservations de la Galerie des Offices.

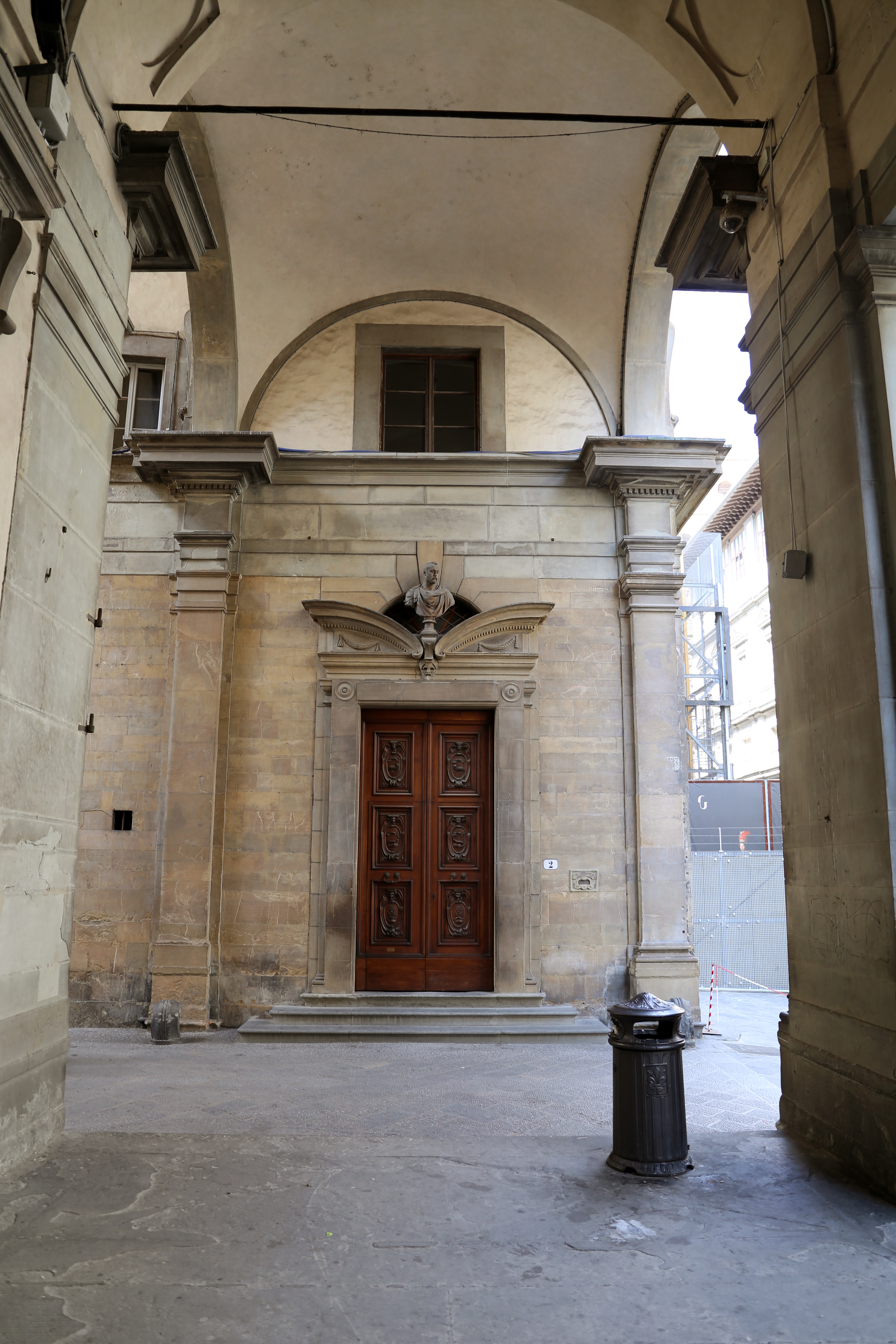
La porte sous la voûte vue de la loggia ouest.
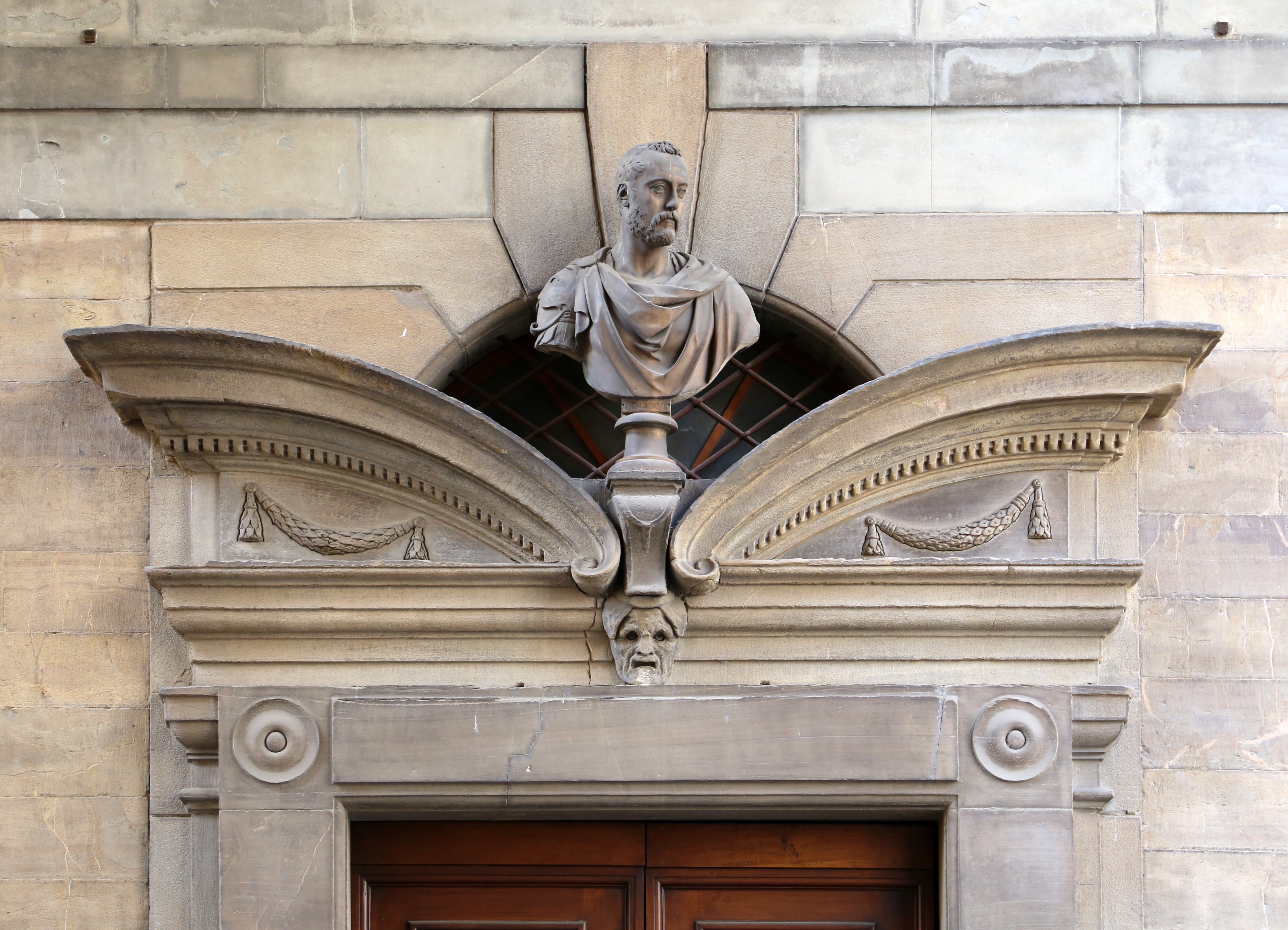
Le tympan.
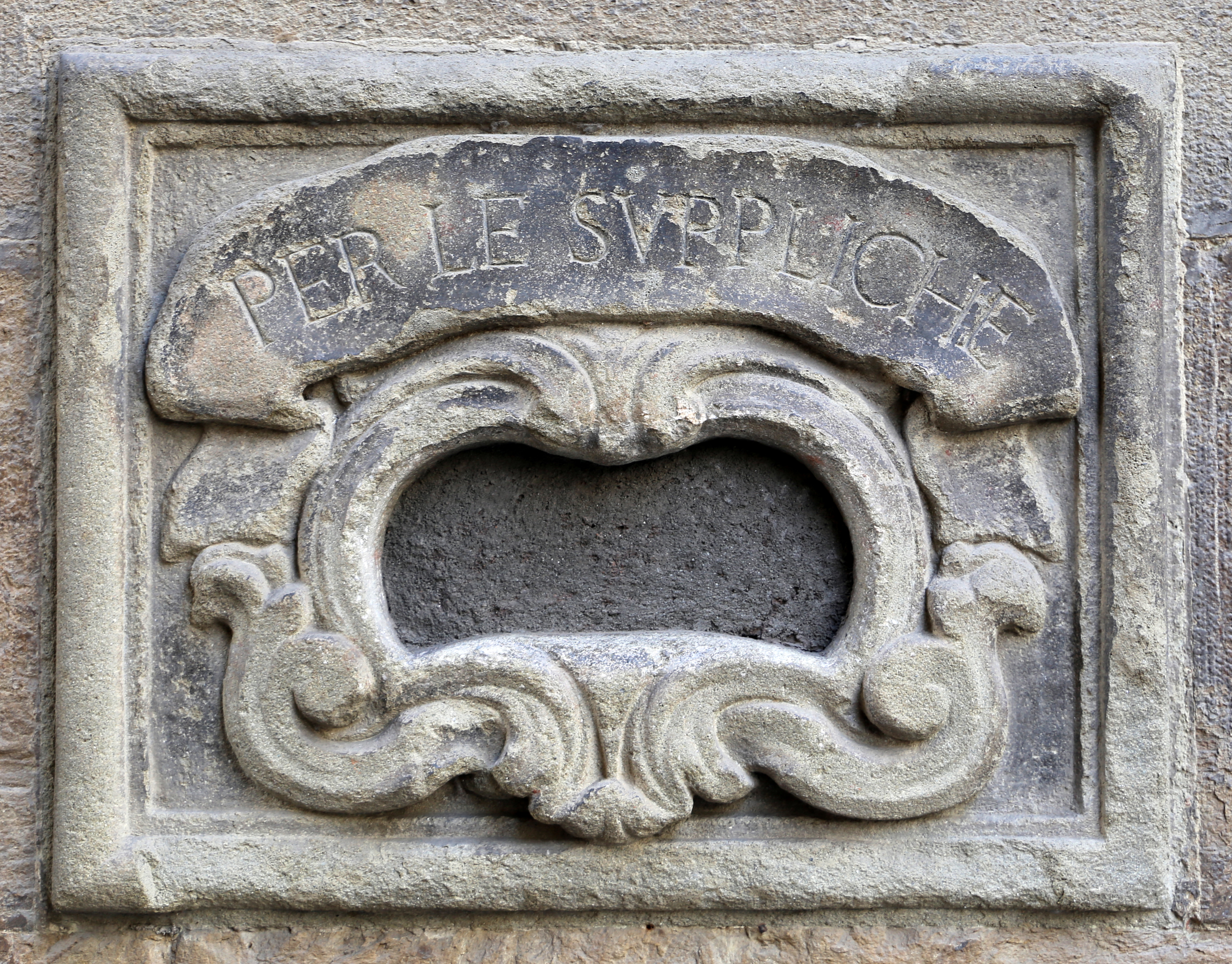
La « bouche » aux suppliques.
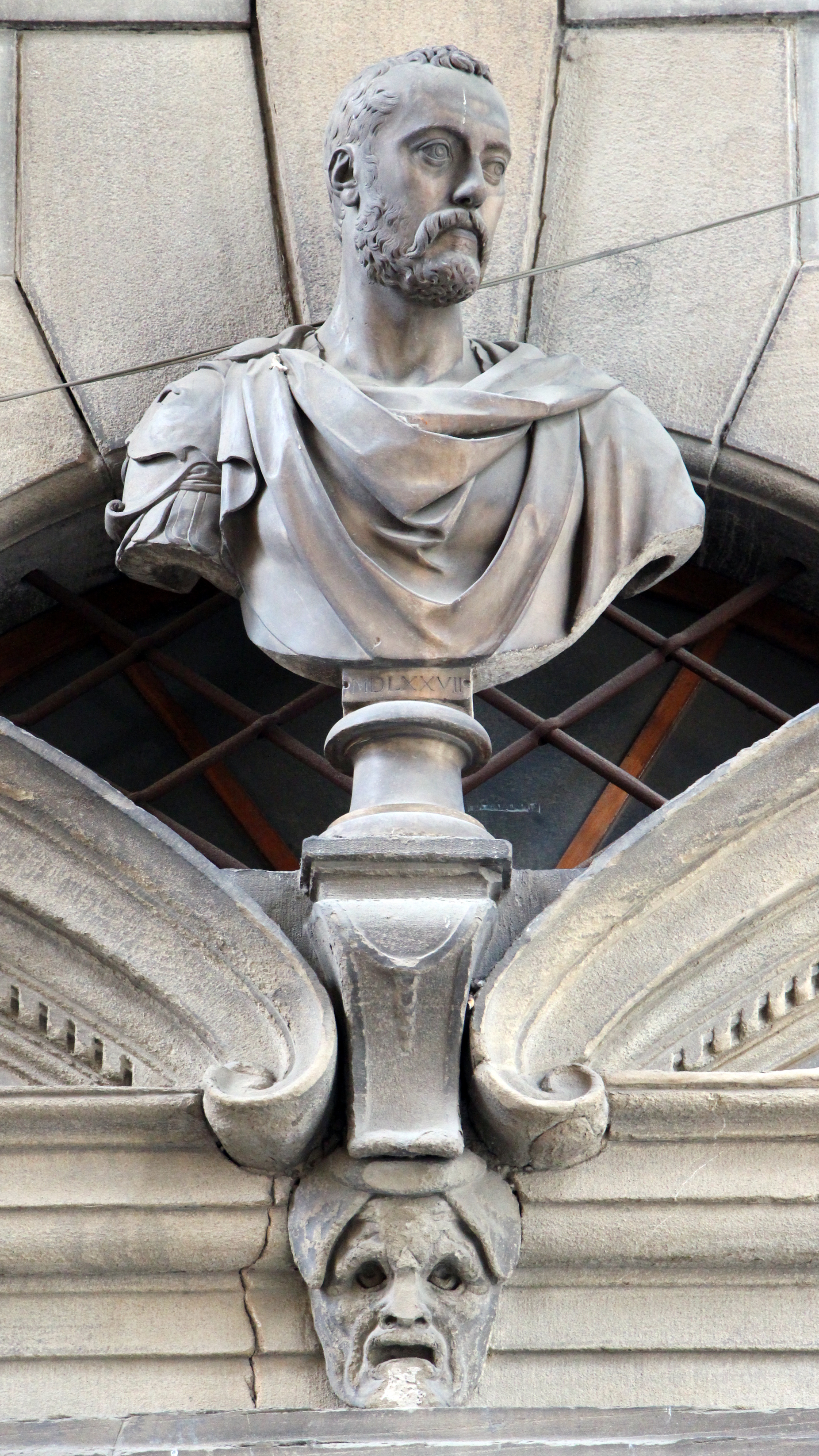
Le buste de François Ier de Médicis par Giovanni Bandini.

## Remarques
1. ↑  La numérotation 2 devrait cependant toujours se référer à celle de la piazzale degli Uffizi.